# Tomentella umbrinospora
Tomentella umbrinospora är en svampart som beskrevs av M.J. Larsen 1963. Tomentella umbrinospora ingår i släktet Tomentella och familjen Thelephoraceae.  Arten är reproducerande i Sverige. Inga underarter finns listade i Catalogue of Life.